# دست‌ها بالا!
دست‌ها بالا! (انگلیسی: Hands Up!؛ ‏لهستانی: Ręce do góry) یک فیلم درام لهستانی به کارگردانی یژی اسکولیموفسکی است که در سال ۱۹۶۷ ساخته شد؛ اما ادارهٔ نظارت و سانسور به دلیل نمایش گذشتهٔ استالینیستی، اجازه اکران آنرا صادر نکرد تا آنکه در سال ۱۹۸۱ مجدداً تدوین و با مقدمه‌ای جدید در سی و چهارمین دوره جشنواره فیلم کن اکران شد. این فیلم، چهارمین فیلم از مجموعه فیلم‌های نیمه زندگی‌نامه‌ای است که در آن خودِ اسکولیموفسکی نقش همزاد خودش «آندژی لشچیتس» را بازی می‌کند.

## گزیدهٔ بازیگران
- یژی اسکولیموفسکی
- تادئوش اومنیتسکی
- آدام هانوسکیویچ
- بوگومیو کوبی‌یلا
- یوآنا شچربیتس